# Dar El Bey
Dar El Bey (en árabe: دار الباي‎), también conocido como el Palacio de Gobierno (en árabe: قصر الحكومة‎) es un palacio en la medina de Túnez. En la actualidad alberga la sede del jefe del gobierno tunecino, después de haber estado reservado durante mucho tiempo a los huéspedes del estado.

## Historia
Situado en la plaza del Gobierno, fue construido en el siglo XVII por el bey muradita Hammouda Pacha Bey. En 1795, el bey huseinita Hammouda Pacha volvió a reestucturarlo y le añadió una  planta más. Henri Dunant lo consideraba "la más bella casa principesca de tipo morisco que existe en el mundo".
Este palacio fue la sede del jefe de gobierno mucho antes de que Túnez accediera a su independencia: Mustapha Kaak fue el primero en ocuparlo.

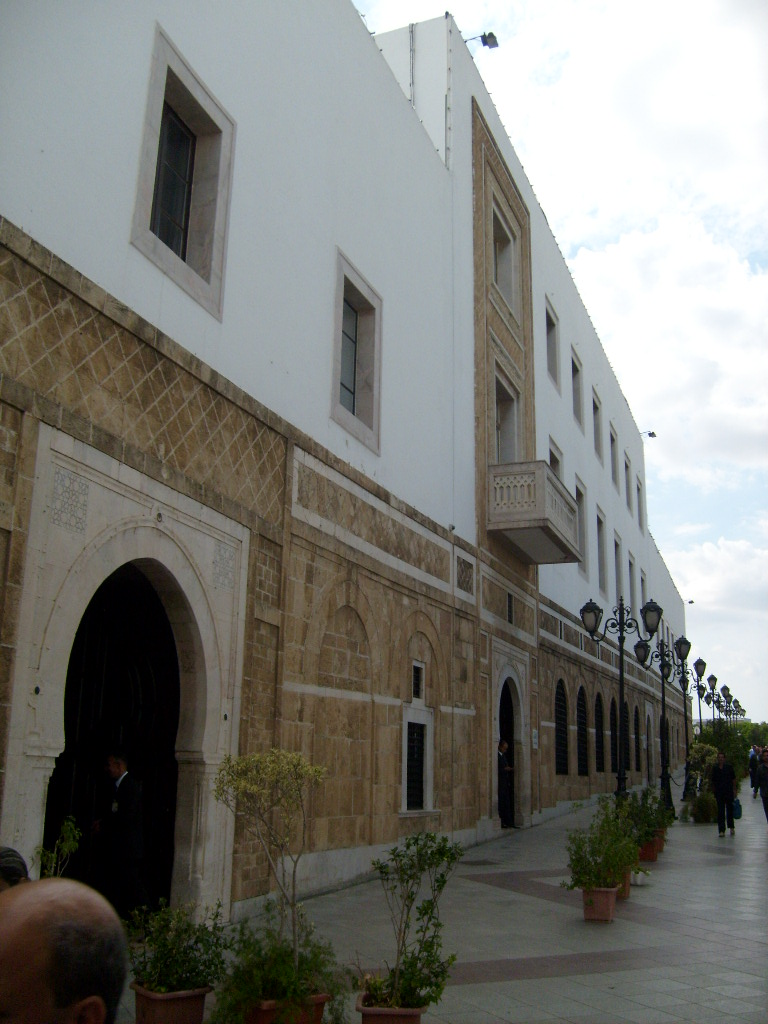
Fachada de Dar El Bey desde la plaza del Gobierno
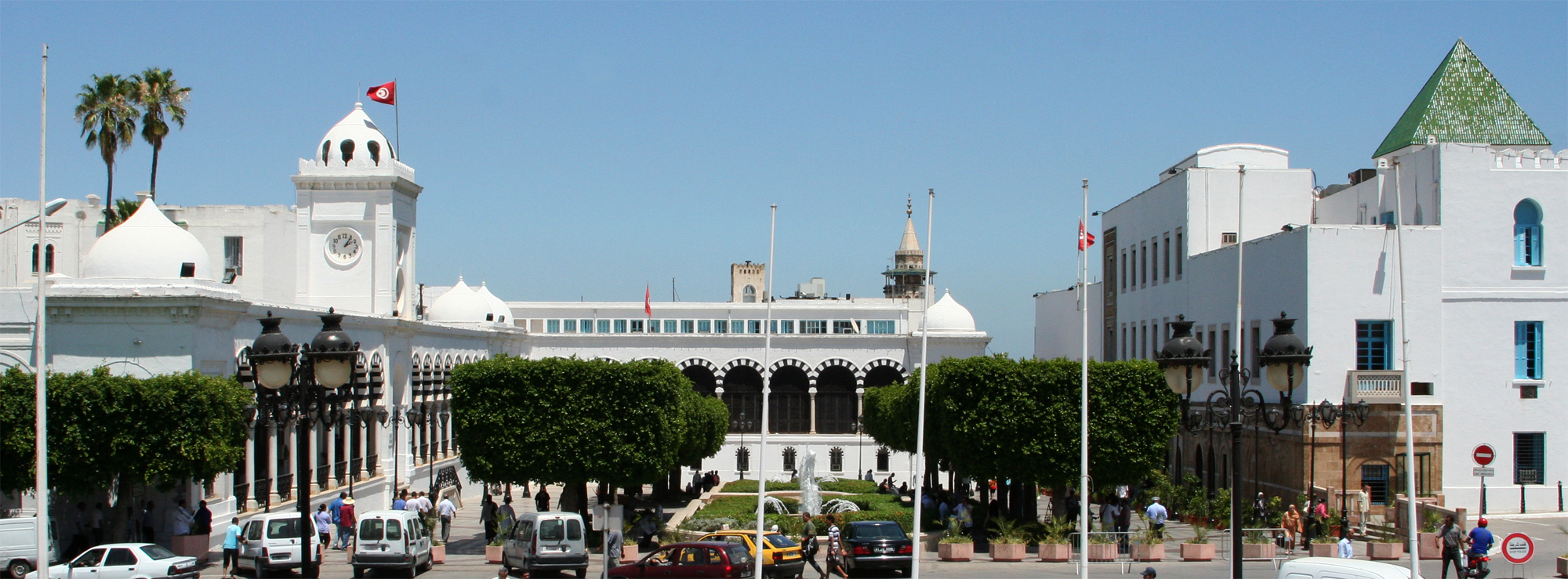
Vista general de la kasbah con el Dar El Bey a la derecha

## Descripción
El patio está pavimentado en mármol blanco y rodeado por un  pórtico en ambos lados; una serie de dieciséis columnas salomónicas, arcos decorados con mármol blanco y negro y un techo dorado y tallado de arabescos completan la decoración. El palacio tiene una planta formada por habitaciones lujosas y finamente decoradas por artistas marroquíes y españoles; estas habitaciones se distinguen por el esplendor de sus techos pintados y dorados y por la belleza de los revestimientos tallados en madera y sus paneles de fayenza de tipo andaluz.
Las habitaciones están decoradas con representaciones bíblicas e históricas. El comedor tiene un techo alto, dorado y decorado con arabescos de muchos colores.